# Mosul (Azerbaigian)
Mosul è un comune dell'Azerbaigian situato nel distretto di Zaqatala. Conta una popolazione di 3 009 abitanti.